# حناويه
حناويه هي إحدى القرى اللبنانية من قرى قضاء صور في محافظة الجنوب. تبعد عن مدينة صور حوالي 9 كلم شرقاً. بيوتها متصلة ببلدة قانا من الشرق وبمفرق بلدة عين بعال-باتوليه من الغرب، وفيها مساحات واسعة من الأراضي مشجرة بأشجار الزيتون تعطي كميات وافرة من الزيت، وفي البلدة معصرتان للزيتون تفي بالغرض ومدرستان ومعهدان تقنيان وحسينيتان ومشهد للنبي يحيى وفيها مجلس بلدي حديث العهد وفيها مستوصف يقدم بعض الخدمات الطبية ونادٍ يسمى نادي حيرام. ويتبع حناويه أرضاً ونفوساً مزرعة رقليه يفصلها عنها وادٍ عميق تسكنها عائلتان من آل بيرم وآل طحيني. وهي محاطة بأشجار الزيتون واللوز وكروم العنب.

## أصل الأسم
يقول بعض الرواة أن اسم حناويه مركب من اسمين من حنا ومن ويه ومما يدل على عظمتها في السابق وجود بعض الآثار التاريخية القديمة فيها، أهمها هيكل حيرام الضخم الجاثم على الطريق العام قرب البلدة، ويذكر التاريخ أن صور البرية التي هدمها الإسكندر المقدوني ليصل بأحجارها إلى صور البحرية، بعد أن استعصت عليه مدة من الزمن وحاصرها حصاراً شديداً، ربما تكون في حناويه، لأن هناك أسماء تدل على ذلك، منها أراضي تسمى الحبس والقصر والكنيسة، وكانت تسمى نجمة الصبح أو أم القرى سابقاً، نظراً لموقعها العلمي والتاريخي.

## السكان
يبلغ عدد سكان هذه البلدة أكثر من ثلاثة آلاف نسمة، وأكثر سكانها اليوم مهاجرون في ليبيريا، سيراليون، زائير، ساحل العاج وأمريكا.